# Гермозатвор

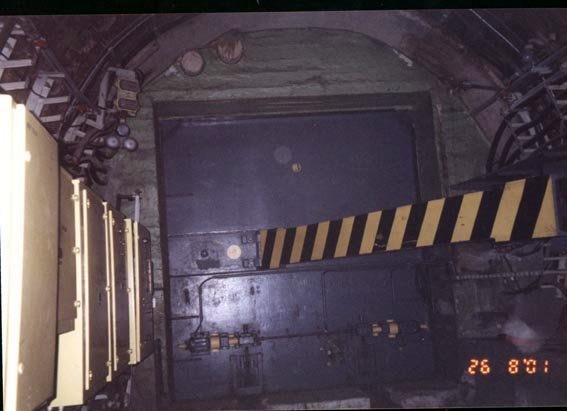
Гермозатвор у тунелі Московського метрополітену у закритому стані

Гермозатвор або Герметичні двері — спеціальний затвор (двері, ворота, люк тощо), здатний не пропускати воду, повітря, гази, радіоактивний пил тощо.
Їх можна побачити на багатьох станціях метро перед ескалаторами та після них, а також у тунелях. Гермозатвори витримують вплив вибухової хвилі і здатні запобігти затопленню станцій і тунелів у разі прориву пливуна або при повені.

Після Другої світової війни нові станції метрополітенів СРСР проєктували із врахуванням потенційного використання противником зброї масового ураження: ядерної, хімічної і бактеріологічної. Вентиляційні шахти були обладнані фільтрами.

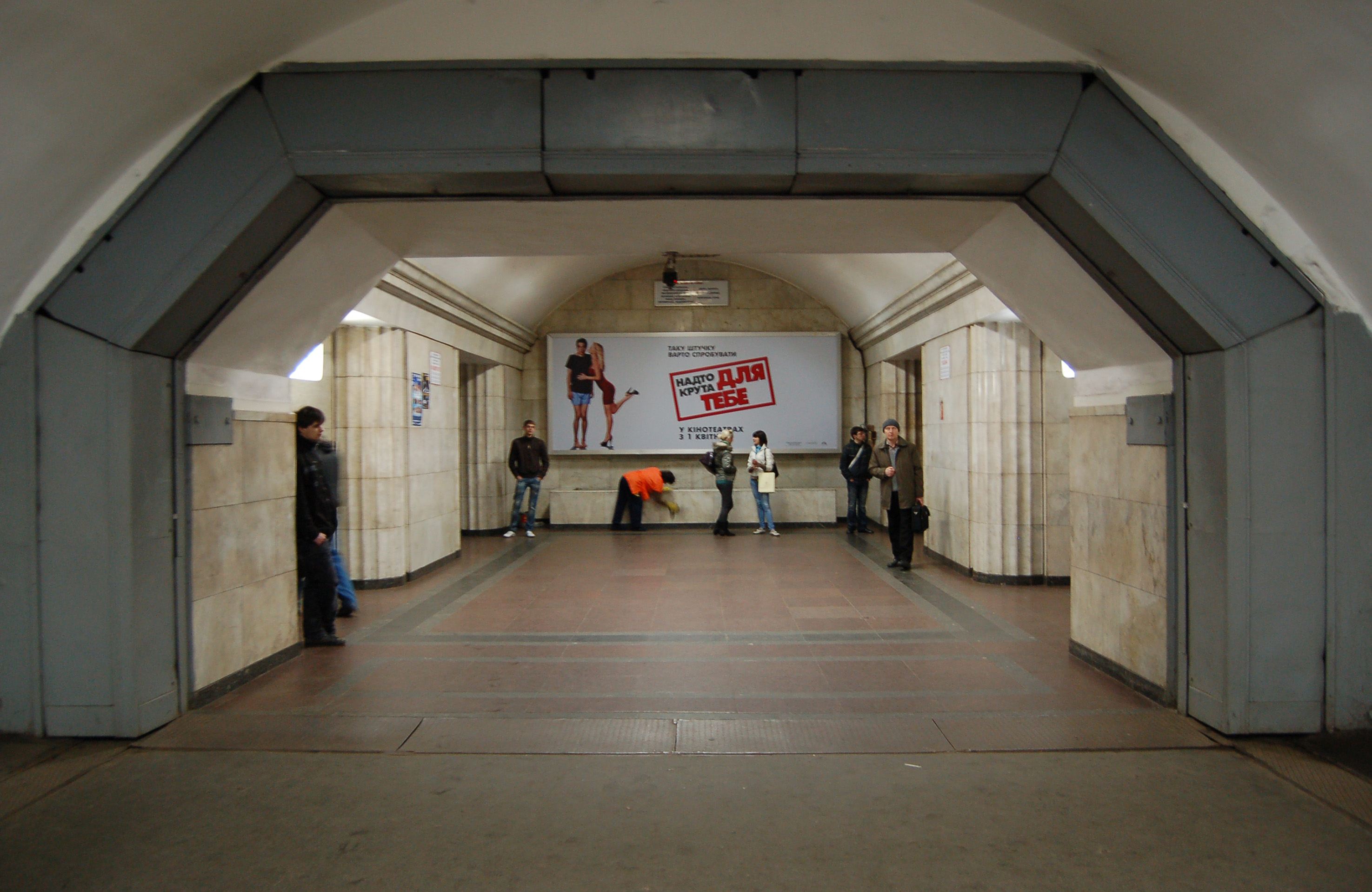
Гермозатвор станції «Арсенальна» Київського метрополітену у відкритому стані
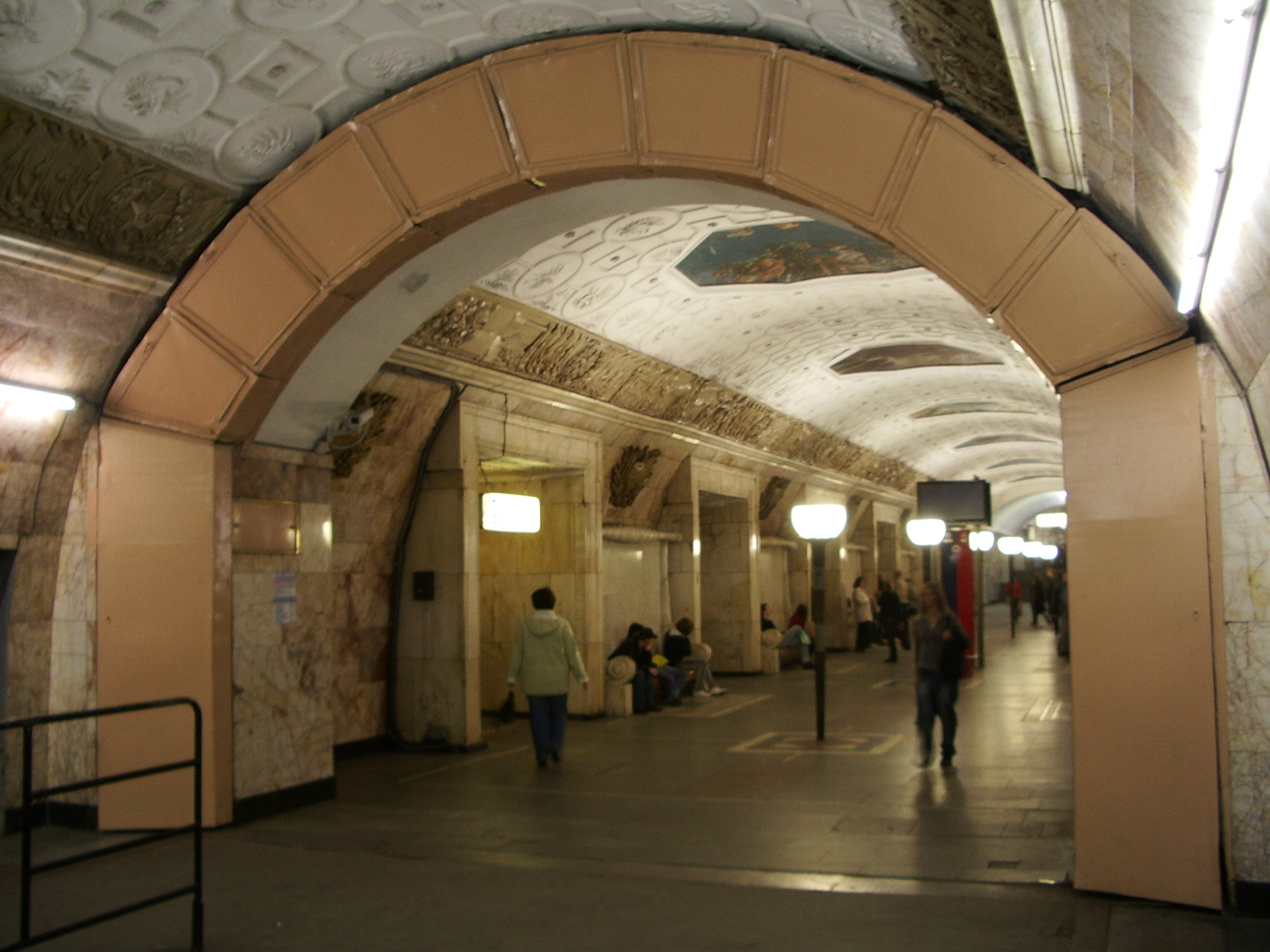
Гермозатвор на станції «Новокузнецька» Московського метрополітену у відкритому стані
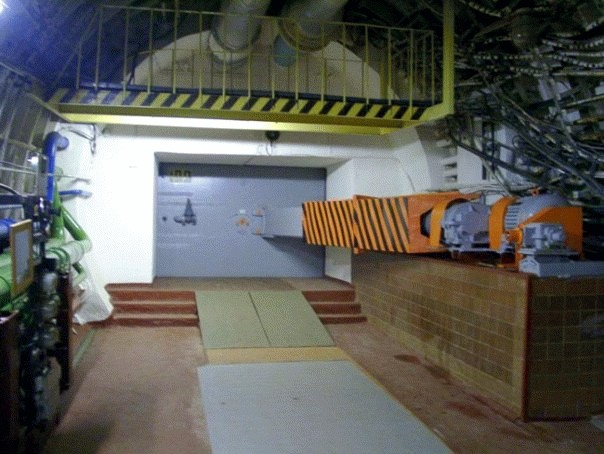
Гермозатвор у підземному бункері метрополітену у закритому стані

## Згадка у літературі
Про них згадується в книгах Д. Глуховського «Метро 2033», «Метро 2034», «Метро 2035» та в інших книгах серії всесвіту «Метро 2033».